# 454 Life Sciences
454 Life Sciences es una empresa de biotecnología con sede en Branford, Connecticut. Es una subsidiaria de Hoffmann-La Roche y se especializa en secuenciación de ADN.Fue adquirida por Roche a finales de marzo del 2007, por 154'9 millones de dólares; y cerrada por Roche en 2013 cuando su tecnología dejó de ser competitiva, aunque la producción continuó hasta mediados de 2016.
En mayo del 2007, 454 publicó los resultados del Proyecto "Jim": la secuenciación del genoma de James Watson, codescubridor de la estructura del ADN.

## Secuenciación
Las perlas que contienen genotecas de ADN molde monocatenario se añaden a la DNA Bead Incubation Mix (que contiene ADN polimerasa) y son cubiertas por Enzyme Beads (sulfurilasa y luciferasa) en un dispositivo PicoTiterPlate. El dispositivo se centrifuga para depositar las perlas en el interior de los pocillos. La cubierta de Enzyme Beads asegura que las perlas de ADN permanecen posicionados en los pocillos durante la reacción de secuenciación. El proceso de deposición de las perlas está diseñado para maximizar el número de pocillos que contienen perlas con una única genoteca amplificada.
El dispositivo PicoTiterPlate cargado se coloca en el Genome Sequencer FLX Instrument. El subsistema fluídico libera los reactivos de secuenciación (contiene tampones y nucleótidos) a través de los pocillos de la placa. Los cuatro nucleótidos de ADN se añaden secuencialmente en un orden fijo a través del dispositivo PicoTiterPlate durante un paso de secuenciación. Durante el flujo de nucleótidos, millones de copias de ADN unidas a cada una de las perlas se secuencian en paralelo. Cuando se añade un nucleótido complementario a la cadena molde en un pocillo, la polimerasa extiende la cadena de ADN existente mediante la adición de nucleótido(s). La adición de uno (o más) nucleótido(s) genera una señal luminiscente que es registrada por la cámara CCD en el instrumento. Esta técnica se basa en la secuenciación por síntesis y se llama pirosecuenciación. La intensidad de la señal es proporcional al número de nucleótidos; por ejemplo, tramos homopoliméricos donde se incorporan en un solo flujo de nucleótidos generan una mayor señal que los nucleótidos individuales. Sin embargo, la intensidad de la señal para los tramos de homopolímeros solo es lineal hasta ocho nucleótidos consecutivos, después de lo cual la señal cae rápidamente. Los datos se almacenan en archivos de formato estándar flowgram (SFF) para su análisis downstream (aguasabajo).